# Norra Vi församling
Norra Vi församling var en församling i Linköpings stift inom Svenska kyrkan i Ydre kommun i Östergötlands län. Församlingen uppgick 2009 i Norra Ydre församling.
Församlingskyrka var Norra Vi kyrka.
Folkmängd 2006 var 219 invånare.

## Administrativ historik
Församlingen har medeltida ursprung under namnet Vi församling som senast vid 1700-talets början fick nuvarande namn.
Församlingen var till 1962 moderförsamling i pastoratet Norra Vi och Tidersrum. Från 1962 var församlingen annexförsamling i pastoratet Asby, Torpa och Norra Vi. Församlingen uppgick 2009 i Norra Ydre församling.
Församlingskod var 051206.

## Kyrkoherdar
Lista över kyrkoherdar.
| Ämbetstid | Namn                         | Levnadstid | Övrigt                                |
| --------- | ---------------------------- | ---------- | ------------------------------------- |
| 1370      | Ake                          |            |                                       |
| 1391      | Swen                         |            |                                       |
| 1460      | Jacop                        |            |                                       |
| 1493-1495 | Birger                       |            |                                       |
| 1524      | Bartholdus Bartholdi         |            |                                       |
| 1540      | Andreas Petri                | -1545      |                                       |
| 1552-     | Petrus                       |            | Kyrkoherde och kontraktsprost.        |
| 1565-1568 | Birgerus Erici               |            |                                       |
| 1571      | Petrus Laurentii             |            |                                       |
| 1580-1593 | Petrus Andrea                |            |                                       |
| 1599–1625 | Magnus Caroli                | -1625      |                                       |
| 1626–1653 | Nicolaus Svenonis Schepperus | -1653      |                                       |
| 1653–1688 | Petrus Johannis Reftelius    | 1613-1688  | Kyrkoherde och kontraktsprost.        |
| 1690–1712 | Bartholdus Duræus            | 1657–1715  | Senare kyrkoherde i Säby församling.  |
| 1713–1738 | Lars Lindblom                | 1682-1738  |                                       |
| 1741–1763 | Didrik Björn                 | 1691-1763  |                                       |
| 1764–1797 | Lars Kraft                   | 1730-1797  | Kyrkoherde och kontraktsprost.        |
| 1799–1807 | Per Holmberger               | 1745-1807  |                                       |
| 1808–1837 | Lars Johan Boraeus           | 1769-1837  | Kyrkoherde och kontraktsprost.        |
| 1838–1857 | Carl Behm                    | 1781-1857  |                                       |
| 1858–1868 | Johan Axel Alin              | 1806-1868  |                                       |
| 1870–1875 | Israel Marström              | –1880      | Senare kyrkoherde i Borgs församling. |
| 1875–1883 | Carl August Högberg          | 1833-1883  |                                       |
| 1887–1898 | Edvard Wahlén                | 1836-1898  |                                       |
| 1900–1906 | Vilhelm Larsson              | 1859–1936  |                                       |
| 1906–1922 | Otto Ahlborg                 | 1851-1922  |                                       |
| 1923–1953 | Reinhold Wester              | 1882–1966  | Kyrkoherde och kontraktsprost.        |
| 1962–1972 | Sigurd Högqvist              |            |                                       |
| 1972–1982 | Jan Axel Klint               |            |                                       |
| 1982–     | Birgitta Carsnäs             |            |                                       |